# Koš (Bugojno, BiH)
Koš je naseljeno mjesto u općini Bugojno, Federacija Bosne i Hercegovine, BiH.

## Stanovništvo

### 1991.
Nacionalni sastav stanovništva 1991. godine, bio je sljedeći:
ukupno: 41
- Hrvati - 40 (97,56%)
- Srbi - 1 (2,43%)

### 2013.
Na popisu stanovništva 2013. godine bilo je bez stanovnika.